# Harris Puisais
Harris Puisais, né le 8 décembre 1924 à Aigrefeuille-d'Aunis (Charente-Inférieure) et décédé le 9 avril 1989 à Saint-Laurent-du-Var (Alpes-Maritimes), est un homme politique français.

## Biographie
Harris Puisais est fils d'un brigadier de gendarmerie. Instituteur, puis professeur de mathématiques, Harris Puisais est dans sa jeunesse un rugbyman, jouant au poste de trois-quart aile dans l'équipe La Rochelle et plusieurs fois sélectionné en équipe nationale.
Détaché comme conseiller technique dans l'administration de la jeunesse et des sports, il passe ensuite aux services du budget, puis, lorsque Pierre Mendès-France prend la tête du gouvernement, en 1954, membre du cabinet du secrétaire d'état à la présidence du conseil.
Dans le même temps, il est délégué national à la propagande du Parti radical, proche de Pierre Mendès-France.
À partir de février 1956, il est chef de cabinet de Jacques Bordeneuve, secrétaire d'Etat aux Arts et lettres (février 1956-novembre 1957)et très éphémère ministre de l'éducation nationale dans le gouvernement Pierre Pflimlin.
Opposé au retour au pouvoir de Charles de Gaulle en 1958, il reprend un poste d'enseignant et suit Mendès dans la création du Comité d'action démocratique, puis au Parti socialiste autonome, et au Parti socialiste unifié (PSU).
Avec Richard Dartigues, Charles Hernu, Georges Kiejman, il constitue la "garde rapprochée" de Pierre Mendès-France pendant toutes les années 1960. Membre du Bureau national du PSU de 1963 à 1967, toujours proche de Mendès, il soutient l'engagement de ce dernier dans la campagne de Gaston Defferre pour la présidentielle de 1969.
Ayant quitté le PSU, il rejoint lors du Congrès d'Epinay (1971) le Parti socialiste, et entre au comité directeur où il siège jusqu'en 1974.
Après 1981, il entre au cabinet de Claude Cheysson, ministre des relations extérieurs, puis est nommé dans la direction du groupe Saint-Gobain. En 1985, il est conseiller au cabinet de Pierre Bérégovoy, puis de nouveau après 1988, tout en étant conseiller auprès du président de la GMF de 1987 à 1989.
Dans leur livre La DST sur le front de la guerre froide (Mareuil Editions 2022), trois anciens dirigeants de ce service, Raymond Nart, qui en fut le numéro 2, Jean-François Clair et Michel Guérin affirment que le contre-espionnage savait depuis le début des années 50 que Harris Puisais était un agent que le KGB avait infiltré dans l’entourage de Mendès, puis de Bérégovoy. Il avait d’ailleurs une fille danseuse au Bolchoï et était très proche de Nicolaï Tikhonov, président du conseil des ministres de l’URSS. François Mitterrand, qui le savait, le tenait à distance.
Il meurt en 1989, à 65 ans.